# Pablo Armero
Pablo Estifer Armero, född 2 november 1986 i Tumaco, är en colombiansk fotbollsspelare som spelar för Bahia. Han spelar också för Colombias landslag.